# Pinguicula ionantha
Pinguicula ionantha este o specie de plante carnivore din genul Pinguicula, familia Lentibulariaceae, ordinul Lamiales, descrisă de R. K. Godfrey. Conform Catalogue of Life specia Pinguicula ionantha nu are subspecii cunoscute.